# Aurora Reyes

## Biografía
Aurora Reyes Flores (Hidalgo del Parral, Chihuahua, 9 de septiembre de 1908 - Ciudad de México, 26 de abril de 1985) fue una artista plástica mexicana, maestra, feminista, primera mujer exponente del muralismo mexicano, poeta y activista.

### Ascendencia
Reyes fue la hija del soldado León Reyes y de Luisa Flores. Nació en una familia privilegiada con relaciones cercanas al porfirismo; su abuelo fue el general Bernardo Reyes y su tío Alfonso Reyes. Su devenir familiar cambiaría al ser asesinado su abuelo en los hechos de la Decena Trágica, por lo que su familia se vio perseguida, viéndose forzada a mudarse a la Ciudad de México y a que su padre permaneciera oculto en los rumbos de La Lagunilla. Debido a esto, la madre de Aurora horneaba pan y así la niña Aurora vendía en el mercado de La Lagunilla.

### Educación
Cuando la situación se tranquilizó, Reyes se unió a la Escuela Nacional Preparatoria a la edad de 13 años. Allí conoció a Frida Kahlo, quien fue su entrañable amiga y a quien la artista le dedicó la obra Retrato de Frida frente al espejo, de 1946. Fue expulsada de la institución después de una pelea con una prefecta por causas políticas. Ingresó en la Academia de San Carlos, aunque no concluyó sus estudios y decidió ser autodidacta, incluyendo formación con autores como Emilio García Cahero y Fernando Leal.
De 1921 a 1923, fue estudiante en la Escuela Nacional de Bellas Artes. En 1925 tuvo su primera exposición individual en la galería ARS. Expuso su obra en el Salón de la Plástica Mexicana y participó en exhibiciones colectivas en Francia, Cuba, Estados Unidos y México. En 1927, empezó a dar clases de dibujo y pintura en la Secretaria de Educación Pública, de la que se retiró en 1964. 

### Ideología
Su pensamiento se situó en el feminismo y el comunismo. Reyes fue un personaje que luchó por la igualdad social en México, razón por la cual se ganó el apodo de la «Magnolia Iracunda» Fue una convencida promotora de los derechos de las mujeres, en concreto del sufragio femenino y a ocupar cargos públicos. Fue miembro del Partido Comunista Mexicano, miembro fundador de la Liga de Escritores y Artistas Revolucionarios (LEAR) y de la Confederación Nacional Campesina. También promovió la creación de guarderías para los hijos e hijas de maestros. En 1936 ganó un concurso convocado por la LEAR para el Centro Escolar Revolución, completando ahí su mural Atentado a las maestras rurales, originalmente llamado por la autora La maestra asesinada. A diferencia de otros autores muralistas que trataron el proceso revolucionario, en su mural Reyes colocó a la mujer dentro del proceso histórico en el centro de la escena, plasmando así el papel protagónico de las mujeres en la alfabetización de México en la primera mitad del siglo XX.

### Trayectoria
Entre 1960 y 1972, a solicitud del Sindicato Nacional de Trabajadores de la Educación (SNTE) pintó lo que sería su obra de mayor alcance, los murales Trayectoria de la cultura en México, Presencia del maestro en los movimientos históricos de la patria, Espacio, objetivo futuro y Constructores de la cultura nacional en el Auditorio 15 de mayo, situado en la calle de Belisario Domínguez 32, en el Centro Histórico de la Ciudad de México. En dichas obras Reyes plasmó su visión sobre los procesos históricos de México a través de la educación y el papel del profesorado. En Constructores de la cultura nacional la autora plasmó los rostros de Nezahualcóyotl, Sor Juana Inés de la Cruz y Eulalia Guzmán, arqueóloga con la que integró el grupo feminista Las Pavorosas. Según la crítica, Reyes habría dado con ello respaldo público a Guzmán tras la polémica sufrida por ella a raíz de los presuntos restos de Cuauhtémoc en Ixcateopan, mismos que la arqueóloga tuvo que validar por presiones oficiales. En 1978 terminó su sexto mural Primer encuentro en el Antiguo Palacio del Ayuntamiento de Coyoacán, mismo que fue inaugurado en 1979.

### Trabajos literarios
Su trabajo literario incluye obras como: Nueva estancias en el desierto, Humanos paisajes y Espiral en retorno. Obras por las que le otorgaron premios en poesía. Sus poemas dan muestra de su carácter feminista, entre los que se encuentran A veces hago un viaje, Estancia en el desierto, La palabra inmóvil, Códice del olvido, La máscara desnuda, Madre nuestra la tierra y Recóndita espiral.
En 1960 participó con otros intelectuales en la lucha a favor de los prisioneros políticos en México, y en 1968, participó en la marcha estudiantil, evento que la obligó a esconderse en el hospital psiquiátrico «La Castañeda».

### Muerte
Reyes a pesar del éxito en su carrera y extrovertida personalidad, murió casi olvidada, el 26 de abril de 1985 en la Ciudad de México. Sus cenizas fueron enterradas en las raíces de una magnolia que ella había sembrado en el jardín de su casa en Coyoacán, en la calle Xochicaltitla, donde se colocó una placa con la leyenda: «Hoy, blanca y luminosa, naciste Yololxóchitl: magna flor de las flores. La luna es tu diadema cuajada de diamantes. Hoy, blanca y luminosa, naciste, Yololxóchitl».

### Legado
Aurora Reyes fue la primera muralista mexicana que hizo visibles muchos movimientos, principalmente el movimiento feminista así como el de desigualdad social en México. Durante toda su trayectoria, buscó plasmar estas problemáticas en sus obras, tanto plásticas como literarias. Cuando fue dirigente sindical, Aurora promovió la creación de guarderías para los magisterios y defendió el Centro Escolar Revolución.
"Aurora Reyes, como mujer de lucha, de convicciones firmes tanto en su pensamiento político y en su concepción del arte, dejo legados que no han recibido la valoración que se merece, ni en el campo literario donde su obra poética no ha sido revalorada en la literatura mexicana, ni su obra mural, la cual yace en el abandono y deterioro." (CNDH, s.f)